# Liste der Monuments historiques in Val d’Oust
Die Liste der Monuments historiques in Val d’Oust führt die Monuments historiques in der französischen Gemeinde Val d’Oust auf.

## Liste der Bauwerke
| Bezeichnung              | Beschreibung | Standort                                     | Kennzeichnung | Schutzstatus | Datum     | Bild           |
| ------------------------ | ------------ | -------------------------------------------- | ------------- | ------------ | --------- | -------------- |
| Kapelle St-Méen          |              | La Chapelle-Caro (Lage)                      | PA00091149    | Inscrit      | 1973      | weitere Bilder |
| Schloss Crévy            |              | Crévy in La Chapelle-Caro (Lage)             | PA00091150    | Inscrit      | 1925 1970 | weitere Bilder |
| Dolmen La Ville au Voyer |              | La Chapelle-Caro (Lage)                      | PA00091151    | Classé       | 1934      | weitere Bilder |
| Friedhofskreuz           |              | Quily (Lage)                                 | PA00091623    | Inscrit      | 1927      | weitere Bilder |
| Kirche St-Nicodème       |              | Quily (Lage)                                 | PA00091624    | Inscrit      | 1928      | weitere Bilder |
| Schloss                  |              | La Ville Der in Le Roc-Saint-André (Lage)    | PA56000064    | Inscrit      | 2007      | weitere Bilder |
| Manoir                   |              | La Touche Carné in Le Roc-Saint-André (Lage) | PA56000014    | Inscrit      | 1997      |                |

## Liste der Objekte

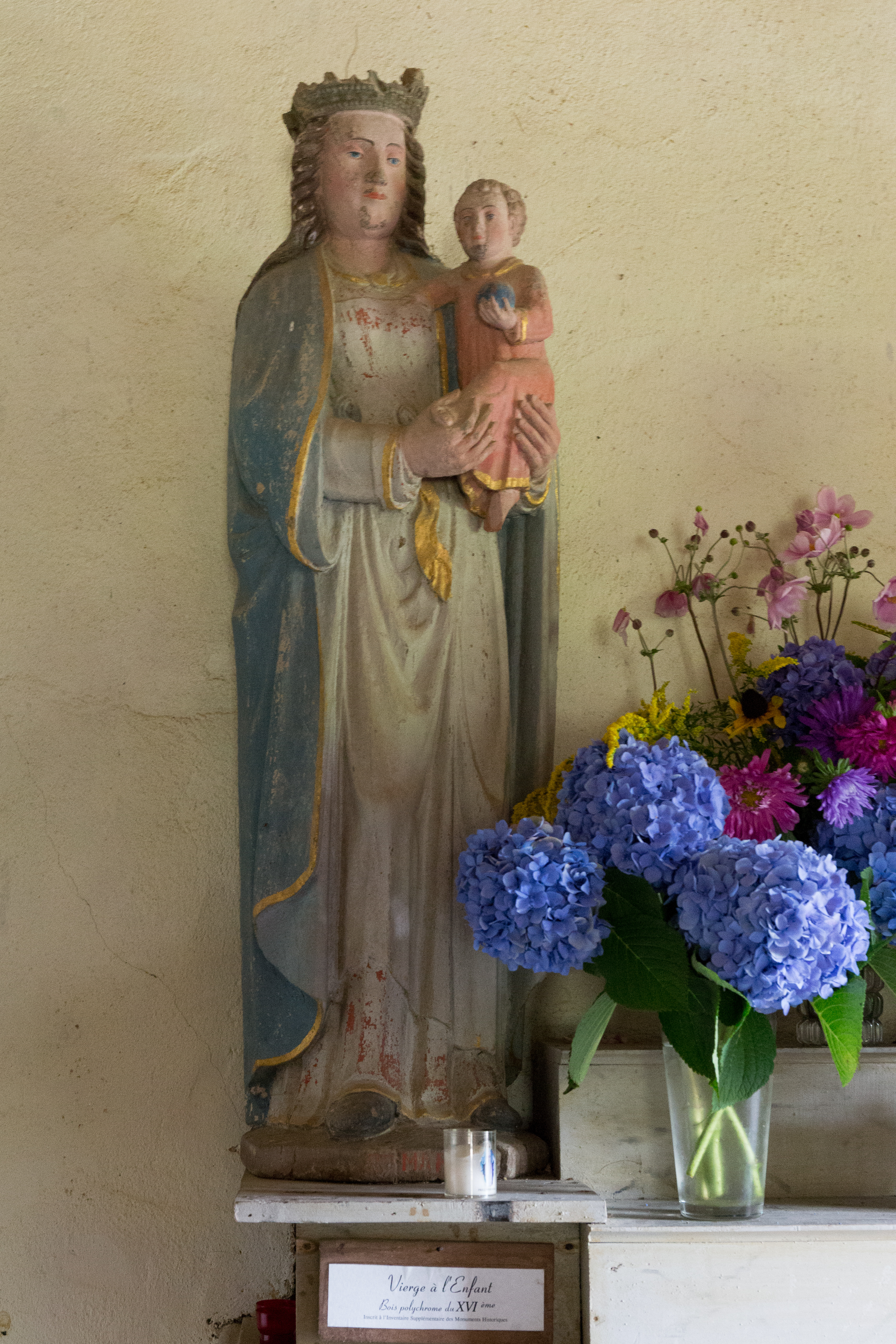
Skulptur Madonna mit Kind in der Kapelle St-Méen

- Monuments historiques (Objekte) in Val d’Oust in der Base Palissy des französischen Kultusministeriums